# Carola Heine

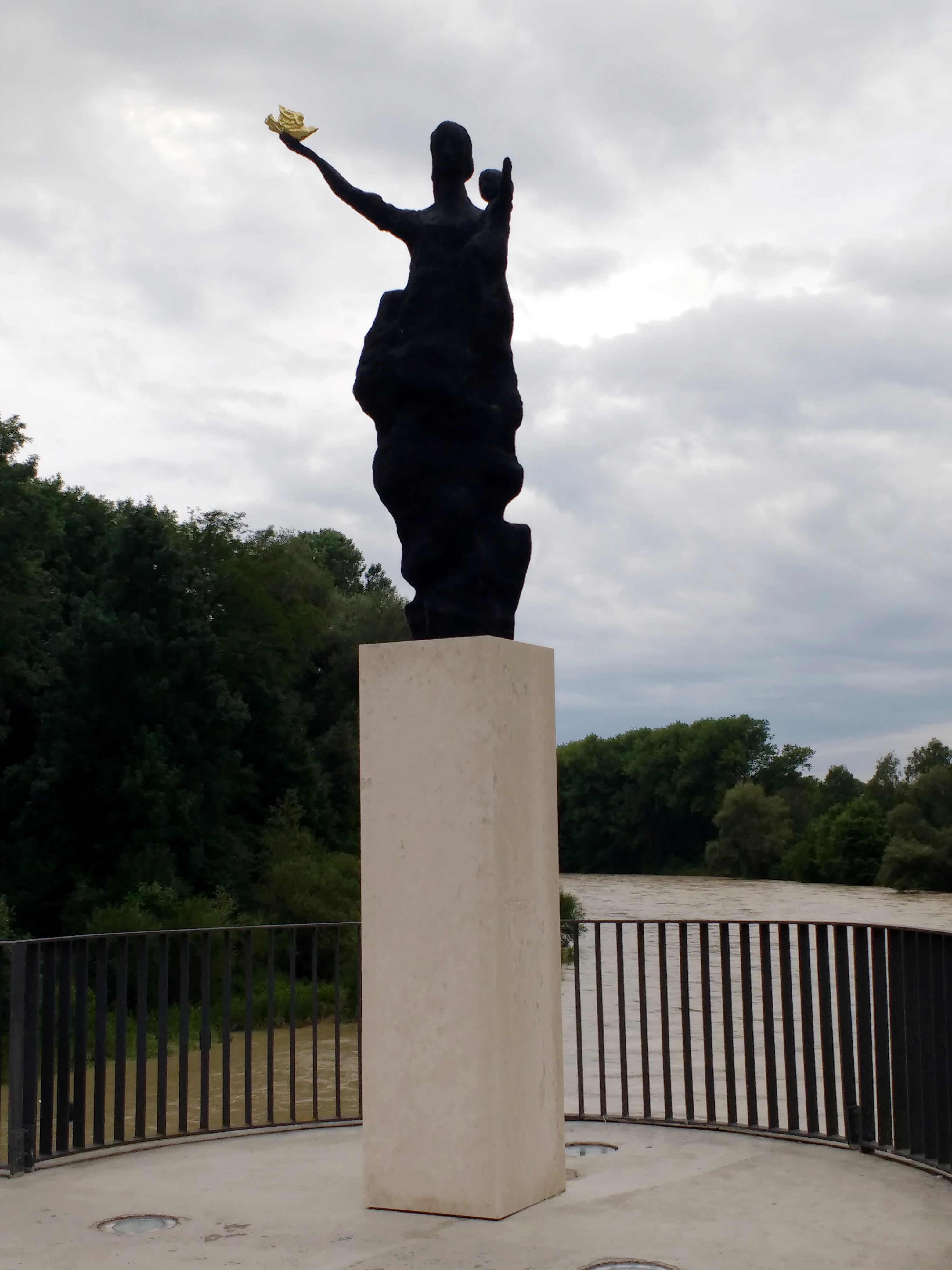
Carola Heine: Patrona Bavariae, Korbinianbrücke, Freising (2017)

Carola Heine (* 1956 in Krumbach (Schwaben)) ist eine deutsche Bildhauerin.

## Leben und Werk
Carola Heines Vater war Holzschnitzer von Heiligen- und Krippenfiguren.
Nach dem Abitur 1977 am Simpert-Kraemer-Gymnasium im schwäbischen Krumbach absolvierte Heine eine Ausbildung zur Holzbildhauerin, die sie 1980 mit Gesellenprüfung abschloss. Anschließend studierte sie Kunstgeschichte an der Akademie der Bildenden Künste München. Seit 1984 arbeitet sie als selbständige Künstlerin. Sie lebt in München und Südtirol.
Carola Heine schafft Skulpturen überwiegend für den öffentlichen Raum oder Kircheninnenräume. Seit den 2000er Jahren tritt sie mit moderner sakraler Kunst in Erscheinung. Sie arbeitet mit Gips, Holz, Bronze, Aluminium, Gestein und weiteren Materialien. Ein Hauptteil ihrer Arbeit ist Auftragskunst für Kirchen, Klöster oder Kapellen.
Bei einem Künstlerwettbewerb 2014 mit 80 Teilnehmern wurde Heines Entwurf einer Skulptur des Heiligen Christophorus für die Filsbrücke in Göppingen ausgezeichnet. Nach Finanzierungsschwierigkeiten konnte die von Heine geschaffene sieben Meter hohe in Aluminium gegossene Skulptur 2019 aufgestellt werden. Anders als bei den gängigen Christophorus-Darstellungen ist der Rücken der nach oben gereckten Figur nicht gebeugt.
Im Mai 2017 weihte Bernhard Haßlberger auf der Korbinianbrücke im oberbayerischen Freising Heines Statue der Patrona Bavariae ein. Sie ist ganz in Schwarz gehalten und streckt einen goldenen Vogel als Zeichen des Friedens empor. Da die Gottesmutter oft auch als Patronin für kriegerische Handlungen hätte herhalten müssen, habe Carola Heine bewusst auf herrschaftliche Insignien verzichtet, schrieb die Süddeutsche Zeitung. Die Statue stellt eine Verbindung zum Domberg her, auf dem es im 8. Jahrhundert die erste Marienkirche gab. Heine hatte zusammen mit dem Künstler Bruno Wank einen Wettbewerb gewonnen, den die „Aktionsgemeinschaft Brückenheilige“ mit der Erzdiözese München-Freising und finanzieller Förderung durch das „Ausstellungshaus für christliche Kunst“ veranstaltet hatte. Wanks Skulptur stellt den Bonifatius als Mann im zerknitterten Anzug dar.

## Sakrale Kunst

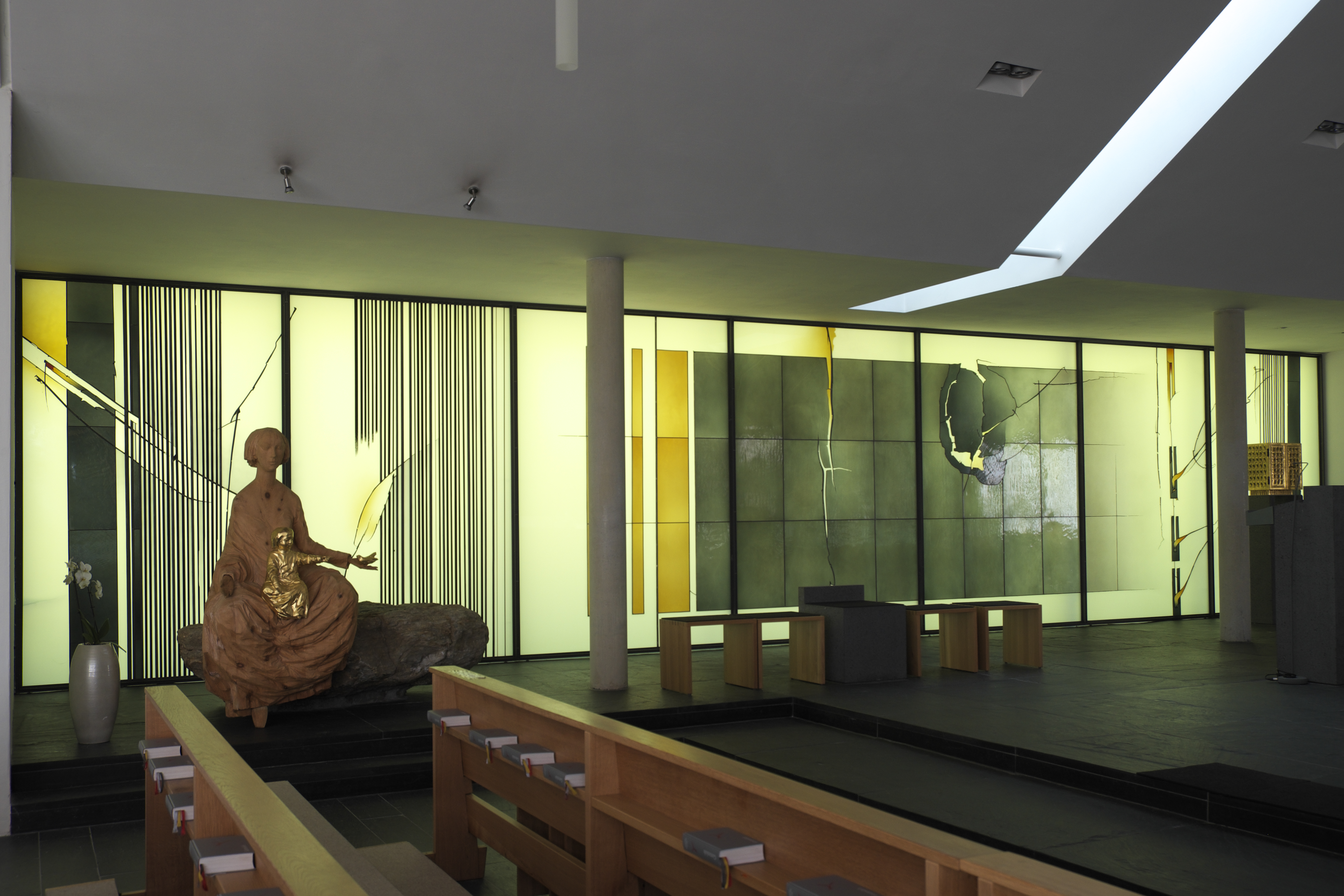
Carola Heine: Unsere Liebe Frau auf dem Stein, Wallfahrtskirche Maria Eich

- 2003: Neugestaltung des barocken Altarraums der Stadtpfarrkirche St. Jakobus in Greding (Volksaltar, Ambo und Vortragekreuz)[7]
- 2006: Altar aus Stein, katholische Pfarrkirche Thannhausen (Schwaben)[8]
- 2008: Unsere Liebe Frau auf dem Stein, sitzende Marienskulptur aus Zirbenholz, Wallfahrtskirche Maria Eich[9]
- 2017: Christusdarstellung, Relief aus opakem Glas, evangelische Christuskirche in Weilersteußlingen[10]
- 2018: Madonnen-Holzskulptur, neue katholische Pfarrkirche, Poing[11]

## Kunst im öffentlichen Raum
- 2017: Patrona Bavariae, Korbinianbrücke, Freising
- 2019: Christophorus, Filsbrücke, Göppingen

## Ausstellungen
- 1993: Transversale,[12] Bremen-Münchener Bilderhauerprojekt, Städtische Galerie Bremen[13]
- 2013: Übertreten im Kreis, Pferdeskulpturen und Zeichnungen von Carola Heine, Mittelschwäbisches Heimatmuseum in Krumbach[1][14]